# Raïon de Kabansk
Le raïon de Kabansk (en russe : Кабанский район, Kabanski raïon, en bouriate : Хабаансхын аймаг, Kabaanskin aïmag) est une subdivision administrative (raïon) de la république de Bouriatie en Russie. Peuplé de 54 528 habitants, il est réparti en 19 municipalités avec comme centre administratif le village de Kabansk, bien que Selenguinsk soit la ville la plus peuplée. Il est situé sur le sud la rive occidentale du lac Baïkal, site classé à l'UNESCO. Il est entouré au nord du raïon Baïkalien, au sud-est du raïon d'Ivolguinsk. Au sud, il est limitrophe des raïons de la Sélenga, de Djida et de Zakamensk et à l'ouest de celui de Slioudianka.

## Géographie

### Caractéristiques physiques
Le raïon de Kabansk est un raïon de la république de Bouriatie, en Sibérie, ainsi que dans le district fédéral extrême-oriental. Il est limitrophe du raïon de Slioudianka à l'ouest, qui fait partie de l'oblast d'Irkoutsk. Il borde aussi les raïons de Zakamensk au sud-est, ceux de Djida et de la Selenga au sud et celui d'Ivolguinsk au sud-ouest. À l'ouest et au nord, il borde le raïon Baïkalien (Pribaïkalski). Son chef-lieu, le village de Kabansk, se situe à 68 kilomètres au nord-ouest d'Oulan-Oudé, la capitale régionale. Il est aussi à 2122 kilomètres de Vladivostok et à 4351 km de Moscou. La superficie du raïon est de 13 356 km2, soit 3,8 % de la superficie du sujet. Son point culminant est le mont Sokhor (ru), culminant à 2316 mètres, à l'endroit du tripoint avec le raïon de Djida et de la Selenga. Son point le plus bas est la rive du Baïkal, à 455,5 mètres d'altitude. Le climat est fortement continental, la température moyenne annuelle est de +0,3°C.
La frontière commence à l'embouchure de la Snejnaïa dans le Baïkal, et remonte alors le cours d'eau. Elle remonte ensuite une crête des monts Khamar-Daban, et longe ensuite sa ligne de crête, en empruntant un axe sud-ouest nord-est. Près de la source de la rivière Khaliouma, elle remonte vers le nord, traverse la vallée de la Selenga, avant de remonter vers les monts Maritimes. Elle suit dans un axe nord puis nord-ouest les montagnes, avant de se jeter dans le Baïkal à 32 kilomètres au nord du village de Soukhaïa. De là, elle emprunte la ligne médiane du lac, avant de rejoindre Vydrino pour arriver au point de départ.
Le raïon borde ainsi le lac Baïkal, avec 218 kilomètres de côtes du nord-est au sud-ouest. Toutes les rivières du raïon s'y jettent, et le territoire voit aussi l'embouchure de la Selenga. La Selenga se déverse dans le Baïkal en formant un delta, s'avançant de plus de 30 kilomètres dans le lac avec autour une grande plaine; la steppe de Koudara, où plusieurs villes ainsi que le secteur agricole sont concentrés. Cet ensemble est l'un des 3 grands du raïon, formant environ 20 % du raïon. Au sud se trouvent les monts Khamar-Daban, dont la crête est la frontière sud du raïon. La partie sud du territoire est d'ailleurs très escarpée, avec très peu d'espaces entre lac et montagnes, et forme plus de la moitié de la superficie totale. Ce n'est qu'à partir de Babouchkine que la plaine s'élargit pour donner donc la plaine de la Selenga. Au nord-est de la steppe se trouvent les monts Morskoï, moins hauts que les Khamar-Daban, avec une plaine entre le lac et les monts jusqu'au village de Soukhaïa.

Le territoire est en grande majorité boisé, avec plus de 50 % du total, et avec une partie non négligeable de prairies, steppes et pâturages. Les terres agricoles sont cependant petites, se concentrant le long de la Selenga. On trouve aussi des marécages et des lacs, surtout dans le delta de la Selenga. En montagne, on trouve quelques lacs comme le lac Sobolinoïe (ru).

Paysages du raïon :
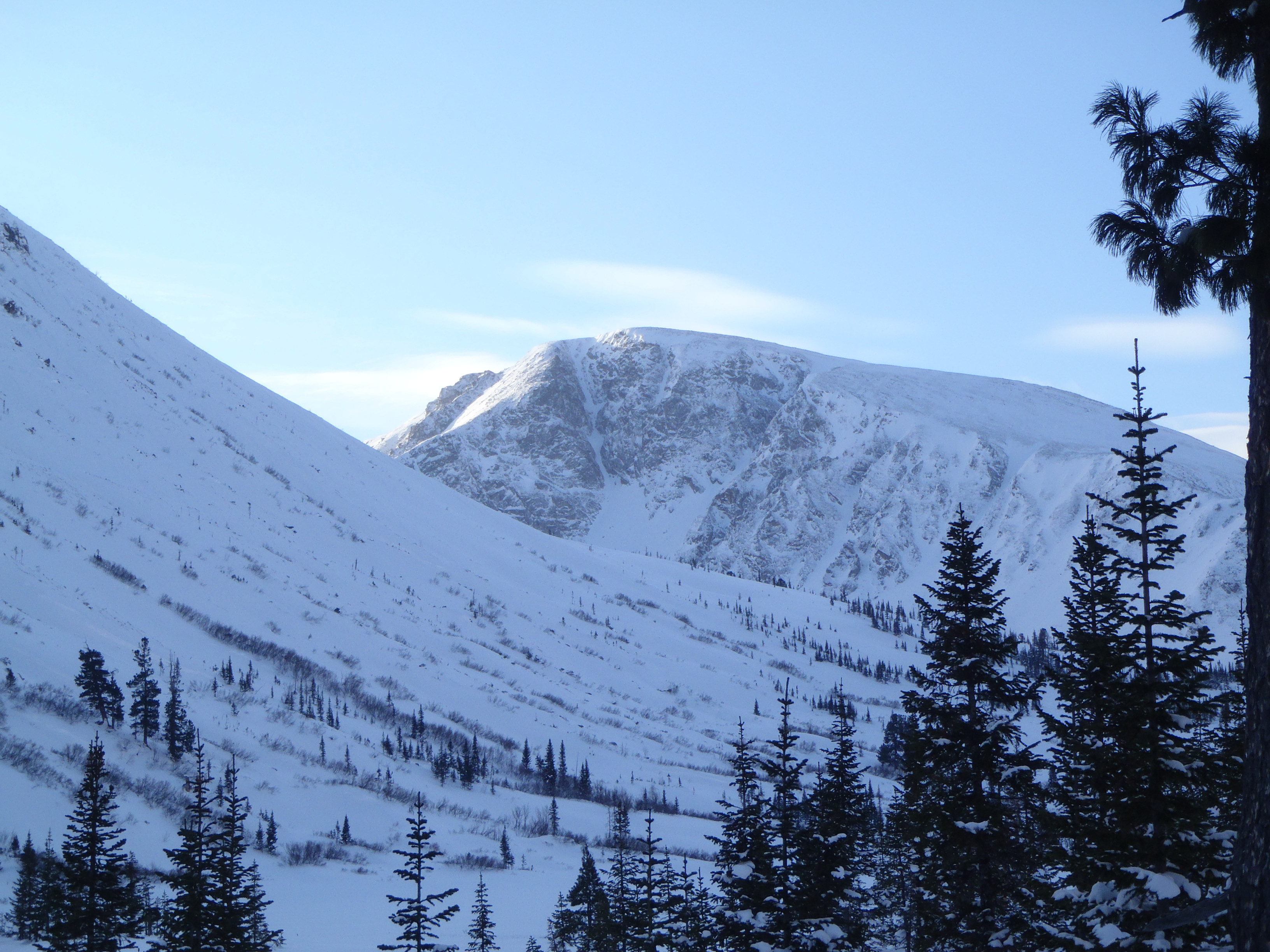
Le Mont Stolovaïa depuis le col des Sept-Vents.
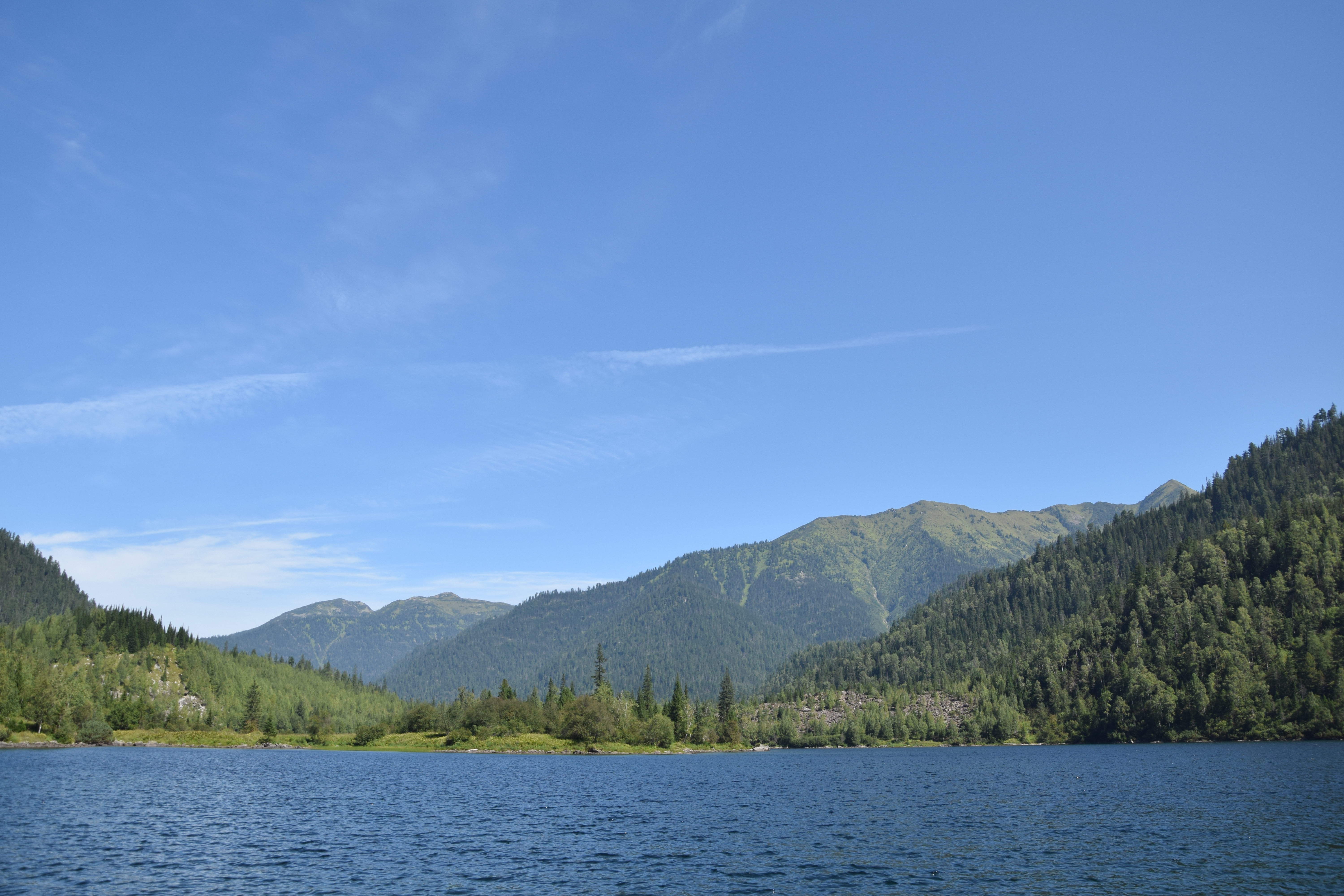
Lac Sobolinoïe dans les Khamar-Daban.
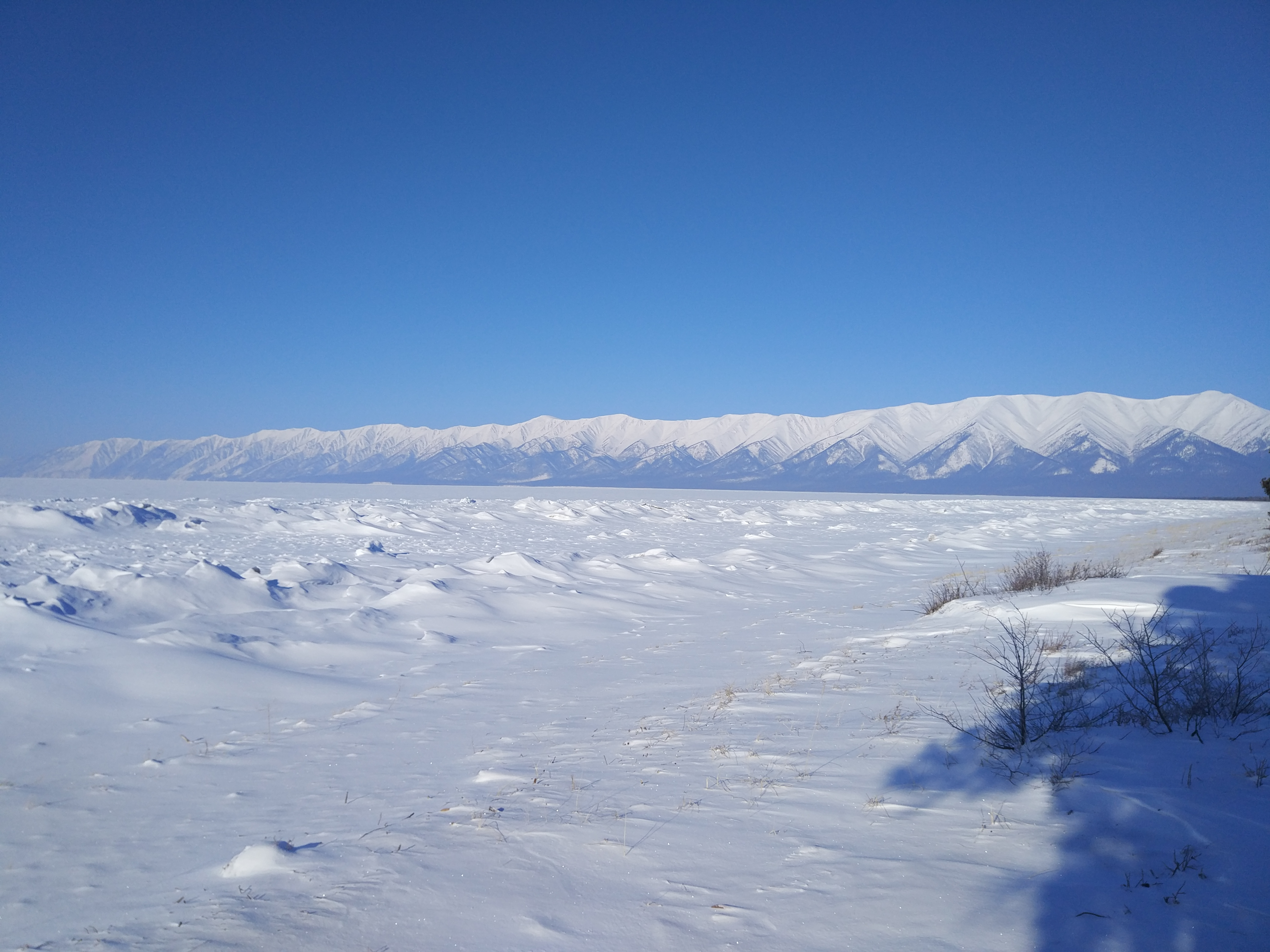
Les Khamar-Daban en hiver avec le lac glacé.
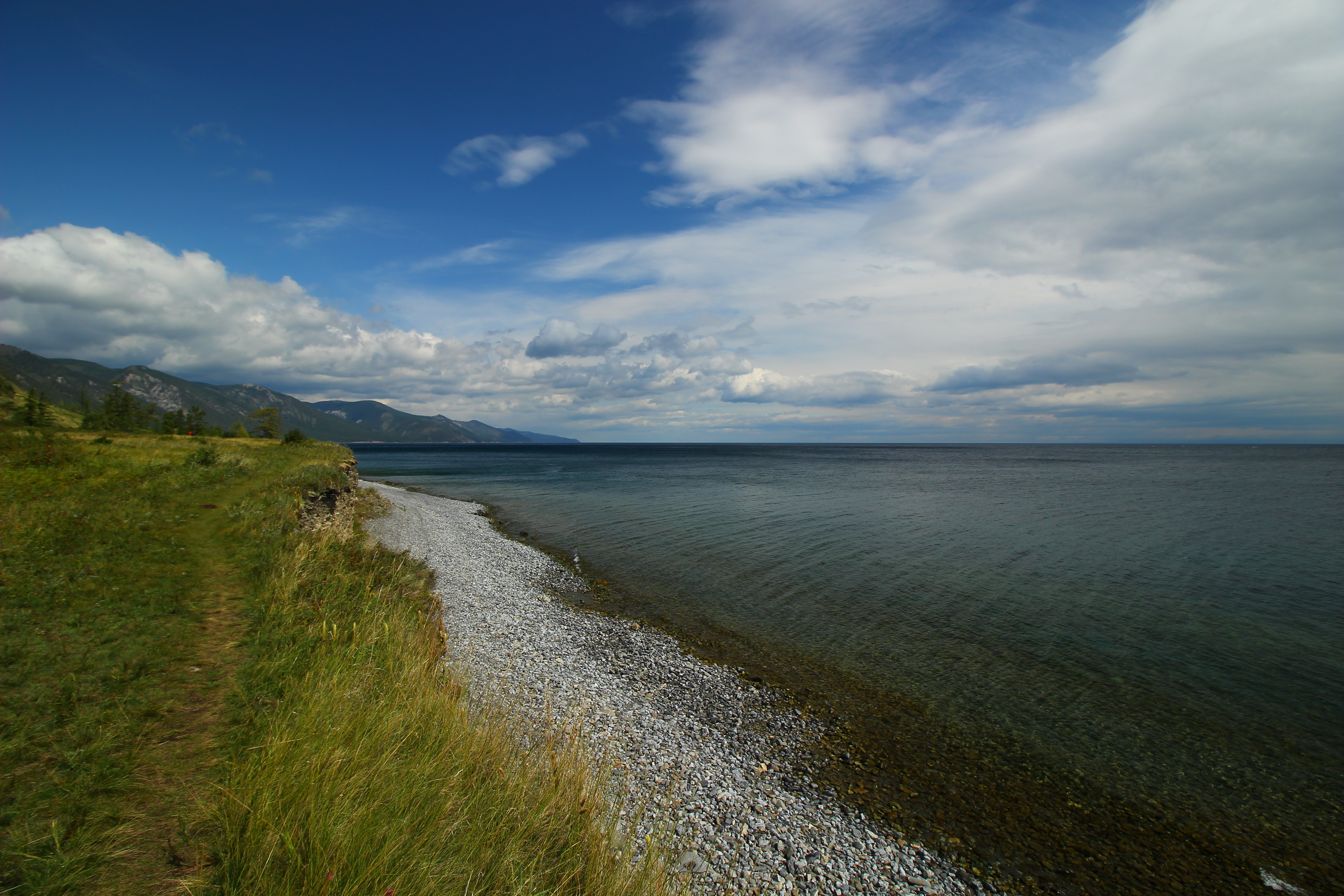
Côte sur le Baïkal.

### Faune et flore
La faune et la flore se distingue selon la région du raïon. Dans les Khamar-Daban, la taïga est omniprésente, avec des arbres comme le mélèze de Sibérie ou le pin de Sibérie. Pour la faune, on compte 37 espèces de mammifères et 260 espèces d'oiseaux, comme la zibeline, le phoque du Baïkal, la perdrix des neiges, le grand tétras ou le milan noir. Il y a aussi des poissons, comme l'ombre ou le taimen.

Dans le delta de la Selenga, très humide avec ses canaux et îlots, on compte 250 espèces d'oiseaux, qui sert de relais lors de la période migratoire. Les canards, oies, et cygnes représentent entre 5 et 7 millions d'individus.

Faune et flore du raïon :
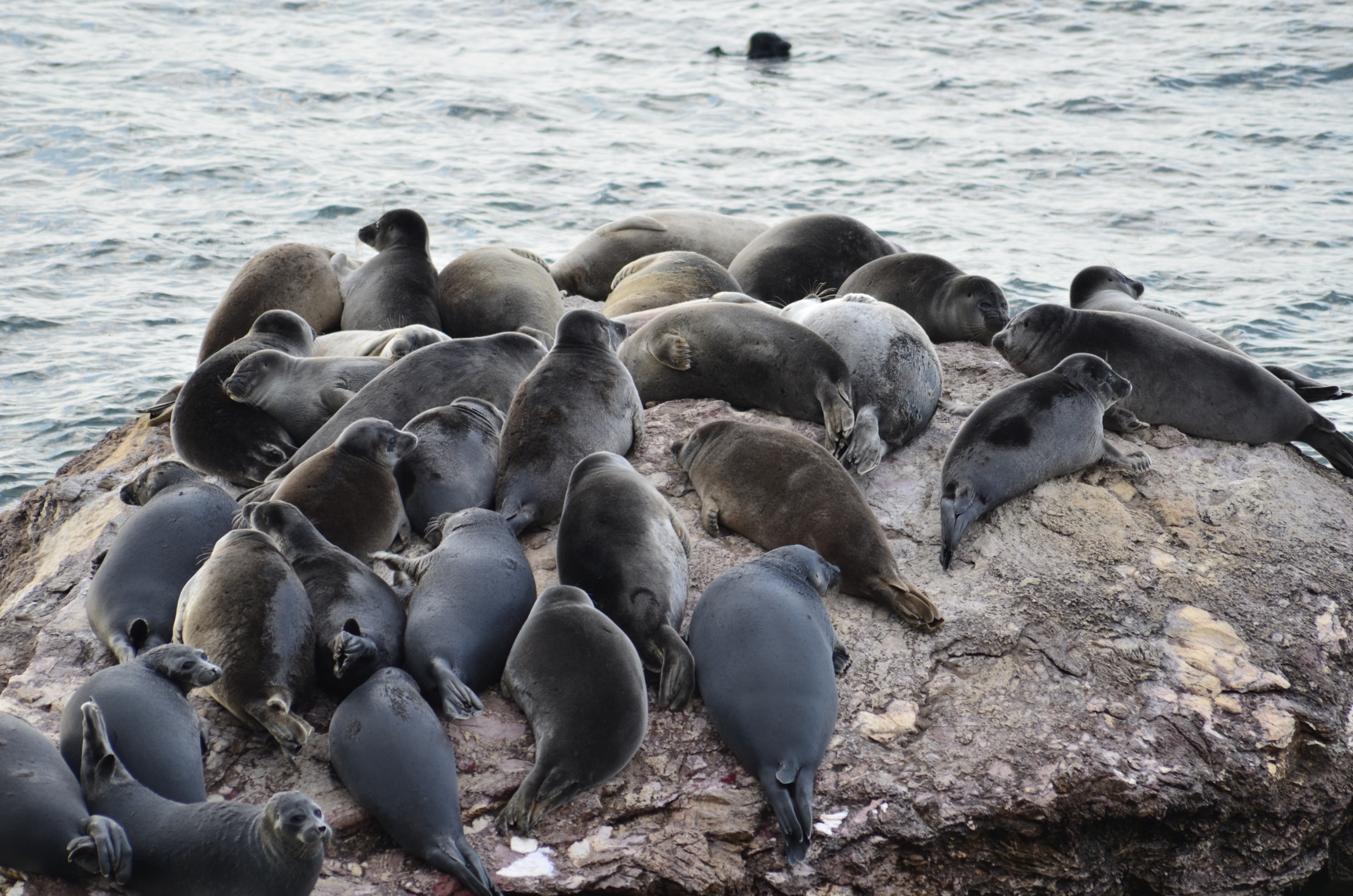
Phoques de Sibérie.
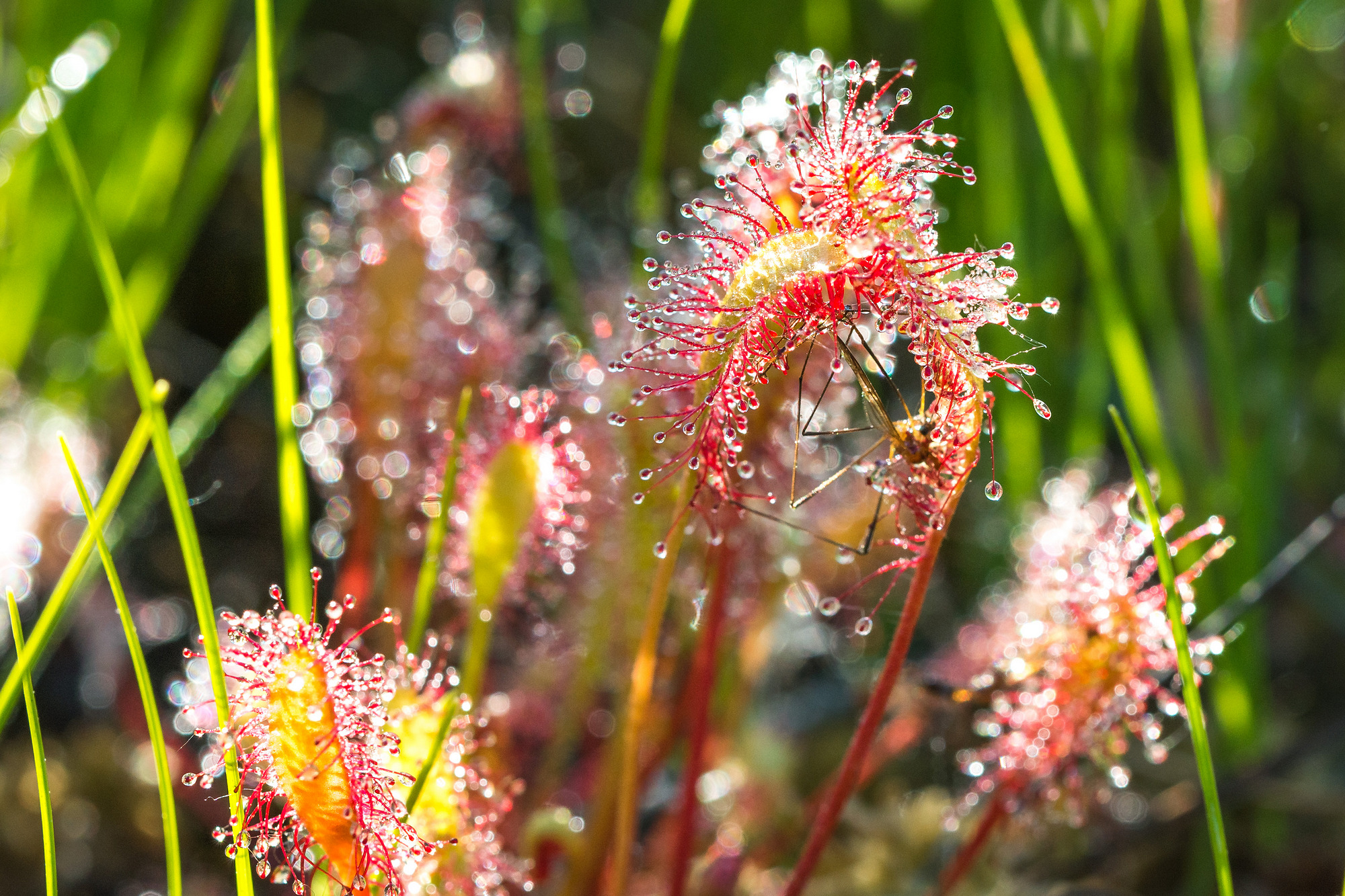
Une droséra.
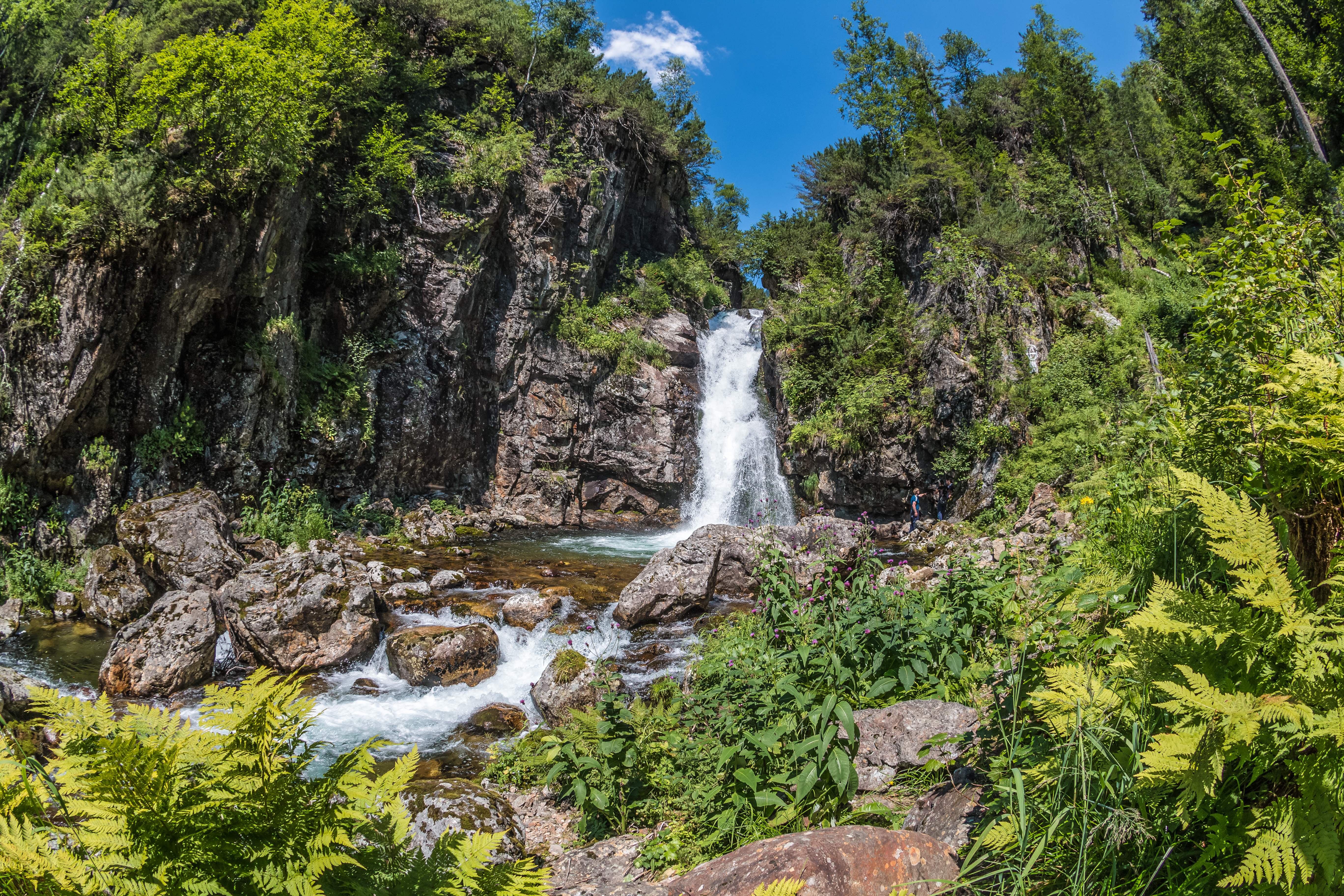
La taïga à la cascade Grokhotoun.
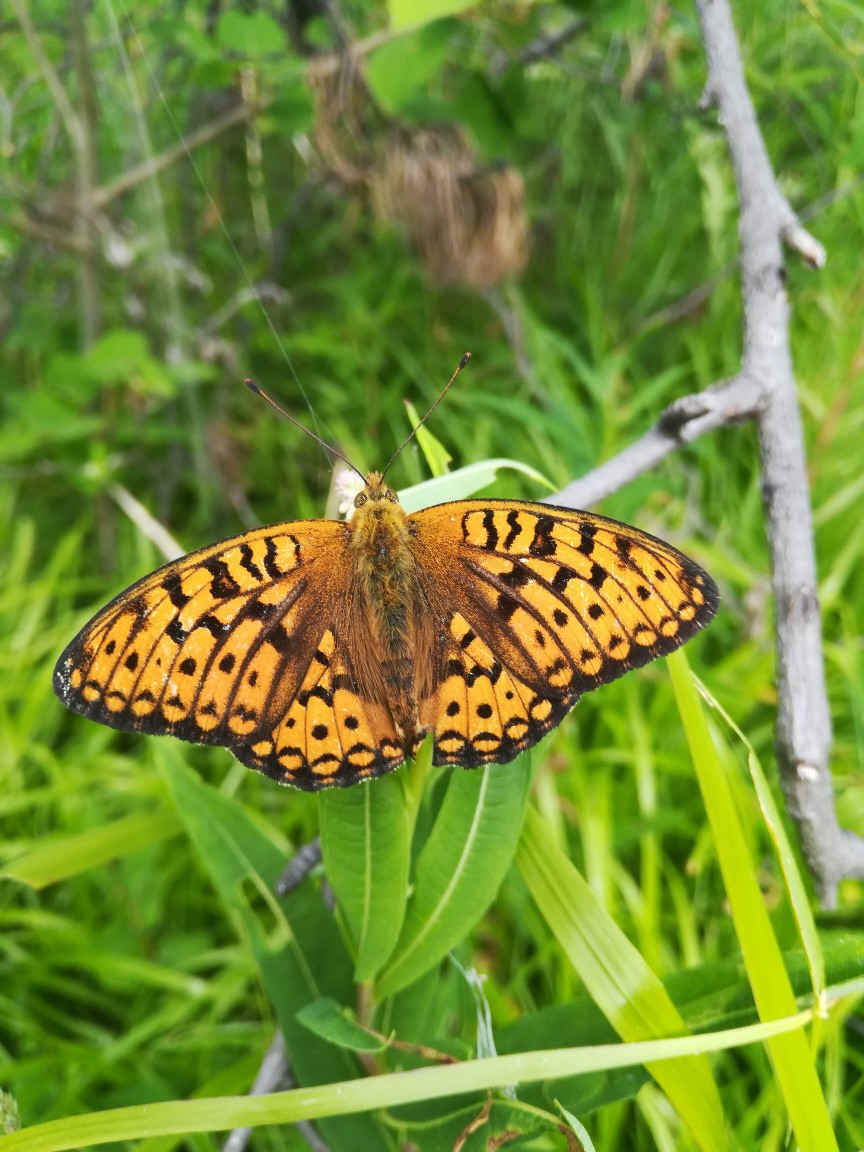
Un grand nacré.

## Histoire
Au paléolithique puis au néolithique déjà, des populations se sont installées, comme l'attestent des vestiges retrouvées à Fofonovo, à Baïkal-Koudar et Possolsk.
En 1675, Nicolae Milescu, alors dirigeant l'Ambassade Spathari, note la présence de Bouriates dans la steppe de Koudara, ainsi qu'un village de cosaques venant de Briansk.
En 1680, Ivan Pokhabov et Ivan Galkine, deux cosaques de Sibérie, fondent sur la rivière Kabanïa un avant-post, puis un ostrog, donnant progressivement naissance au village de Kabansk.
En 1740, déjà plus d'une dizaine de villages de russes ont été fondé sur le territoire actuel du raïon, dont celui de Fofonovo ou de Krasni Iar.

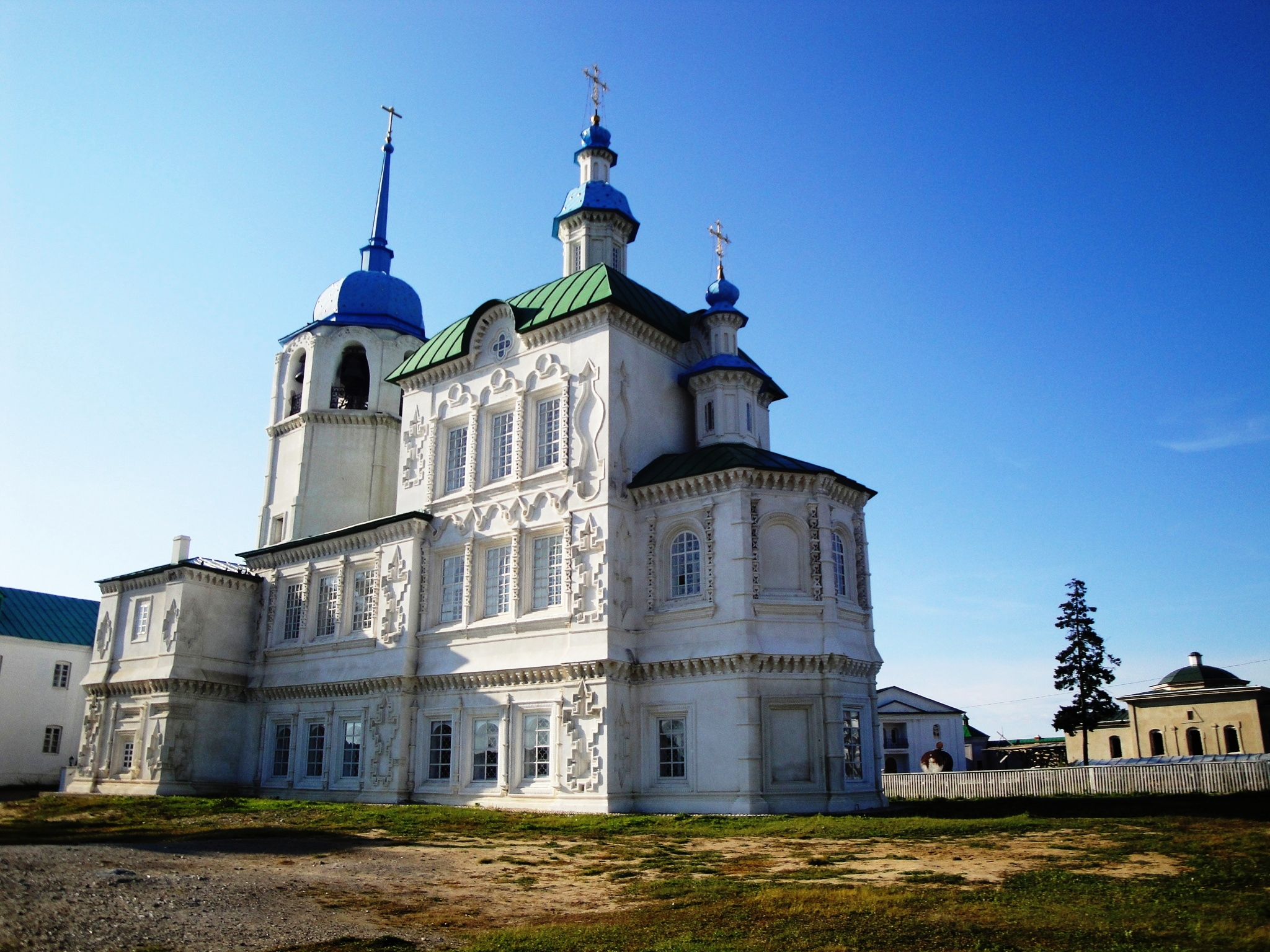
Monastère de Possolskoïe.

Le raïon se trouvait aux temps modernes sur la route de Sibérie, avec de nombreuses caravanes transportant du thé. Au XVIII et XIXe siècles, de nombreux marchands orthodoxes s'installèrent sur le territoire actuel du raïon, avec la construction de plusieurs monastères, comme celui de Possolkoïe (ru), construit en 1682.

## Population et société

### Société
Au 1er janvier 2017, il y avait 53 établissements scolaires, avec 6958 enfants scolarisés. Il y avait aussi 5 hôpitaux sur le territoire.

### Démographie
Le raïon est en décroissance, avec en 2016 694 naissances pour 876 décès, soit un solde négatif de 182 personnes. De plus, elle perd des habitants via les migrations, avec -148 personnes en 2016.
Recensements et estimations de la population,
| 1939   | 1959*  | 1970*  | 1979*  | 1989*  | 2002*  | 2010*  | 2011   |
| ------ | ------ | ------ | ------ | ------ | ------ | ------ | ------ |
| 30 800 | 46 883 | 66 168 | 64 962 | 68 820 | 44 039 | 59 883 | 59 780 |

| 2012   | 2013   | 2014   | 2015   | 2016   | 2017   | 2018   | 2019   |
| ------ | ------ | ------ | ------ | ------ | ------ | ------ | ------ |
| 59 274 | 58 901 | 58 340 | 57 887 | 57 423 | 57 094 | 56 571 | 56 077 |

| 2020   | 2021   | 2022   | - | - | - | - | - |
| ------ | ------ | ------ | - | - | - | - | - |
| 55 468 | 51 780 | 54 528 | - | - | - | - | - |

| 1959*  | 1970*  | 1979*  | 1989*  | 2002*  |
| ------ | ------ | ------ | ------ | ------ |
| 23 156 | 17 464 | 34 462 | 38 863 | 35 747 |

| 2010*  | 2021   | 2022   | - | - |
| ------ | ------ | ------ | - | - |
| 27 501 | 23 963 | 24 321 | - | - |

| 1959*  | 1970*  | 1979*  | 1989*  | 2002*  |
| ------ | ------ | ------ | ------ | ------ |
| 23 727 | 15 774 | 30 500 | 29 957 | 29 877 |

| 2010*  | 2021   | 2022   | - | - |
| ------ | ------ | ------ | - | - |
| 32 382 | 27 817 | 30 207 | - | - |

## Politique et administration

### Administration

Diagramme du soviet des députés.

Le raïon possède un soviet des députés, élue tous les 5 ans, et qui élit un chef du raïon. Ce conseil est composé de 23 députés, élus dans 23 circonscriptions au scrutin majoritaire uninominal. Les dernières élections ont eues lieues en 2022, avec un taux de participation de seulement 32 %. Les résultats ont donné; 14 députés de Russie unie, 8 indépendants et 1 du PCFR. Son chef est actuellement Alexeï Anatolievitch Sokolnikov.

### Divisions administratives
| Municipalités          | Nom russe              | Population Recensement 2021 | Superficie             | Centre administratif   | Localités              |
| Établissements urbains | Établissements urbains | Établissements urbains      | Établissements urbains | Établissements urbains | Établissements urbains |
| ---------------------- | ---------------------- | --------------------------- | ---------------------- | ---------------------- | ---------------------- |
| Babouchkinskoïe        | Бабушкинское           | 4540                        | 1718.57                | Babouchkine            | 3                      |
| Kamenskoïe             | Каменское              | 7030                        | 570.72                 | Kamensk                | 3                      |
| Selenguinskoïe         | Селенгинское           | 13 261                      | 380.56                 | Selenguinsk            | 1                      |
| Établissements ruraux  |                        |                             |                        |                        |                        |
| Baïkal-Koudarinskoïe   | Байкало-Кударинское    | 1969                        | 222,86                 | Koudara                | 2                      |
| Boltcheretchenskoïe    | Большереченское        | 1223                        | 773.39                 | Bolchaïa Retchka       | 3                      |
| Brianskoïe             | Брянское               | 2303                        | 137,75                 | Treskovo               | 3                      |
| Vydrinskoïe            | Выдринское             | 3375                        | 1245.51                | Vydrino                | 4                      |
| Kabanskoïe             | Кабанское              | 6906                        | 445.13                 | Kabansk                | 6                      |
| Kliouïevskoïe          | Клюевское              | 1220                        | 656.92                 | Kliouïevka             | 2                      |
| Kolessovskoïe          | Колесовское            | 973                         | 106,47                 | Bolchoïe Kolessovo     | 3                      |
| Korsakovskoïe          | Корсаковское           | 527                         | 394.04                 | Korsakovo              | 1                      |
| Krasnoïarsk            | Красноярское           | 568                         | 91.03                  | Krasni Iar             | 4                      |
| Oïmour                 | Оймурское              | 1540                        | 800.48                 | Oïmour                 | 4                      |
| Possolkoïe             | Посольское             | 915                         | 441,98                 | Possolskoïe            | 2                      |
| Ranjourovskoïe         | Ранжуровское           | 1090                        | 453.86                 | Ranjourovo             | 3                      |
| Soukhinskoïe           | Сухинское              | 777                         | 1804.34                | Soukhaïa               | 3                      |
| Tankhoïskoïe           | Танхойское             | 1016                        | 2759.21                | Tankhoï                | 6                      |
| Tvorogovskoïe          | Твороговское           | 1466                        | 239.27                 | Chigaïevo              | 4                      |
| Cherginskoïe           | Шергинское             | 1081                        | 294,75                 | Chergino               | 5                      |

### Localités
| Liste des localités du raïon | Liste des localités du raïon | Liste des localités du raïon | Liste des localités du raïon | Liste des localités du raïon | Liste des localités du raïon              |
| N°                           | Localité                     | Nom russe                    | Statut                       | Population Recensement 2021  | Municipalité                              |
| ---------------------------- | ---------------------------- | ---------------------------- | ---------------------------- | ---------------------------- | ----------------------------------------- |
| 1                            | Babouchkine                  | Бабушкин                     | ville                        | 4368                         | Établissement urbain de Babouchkine       |
| 2                            | Baïkalski Priboï             | Байкальский Прибой           | localité insulaire           | 53                           | Établissement rural de Bolchaïa Rechka    |
| 3                            | Beregovaïa                   | Береговая                    | village                      | 286                          | Établissement rural de Kabansk            |
| 4                            | Bolchaïa Rechka              | Большая Речка                | village                      | 406                          | Établissement rural de Bolchaïa Rechka    |
| 5                            | Bolchoïe Kolesovo            | Большое Колесово             | village                      | 721                          | Établissement rural de Kolessovo          |
| 6                            | Borki                        | Борки                        | possiolok                    | 207                          | Établissement rural de Tvorogovo          |
| 7                            | Boïarski                     | Боярский                     | village-gare                 | 122                          | Établissement urbain de Babouchkine       |
| 8                            | Briansk                      | Брянск                       | village                      | 931                          | Établissement rural de Briansk            |
| 9                            | Bykovo                       | Быково                       | village                      | 148                          | Établissement rural de Cherguino          |
| 10                           | Vydrino                      | Выдрино                      | village-gare                 | 599                          | Établissement rural de Vydrino            |
| 11                           | Vydrino                      | Выдрино                      | village                      | 2757                         | Établissement rural de Vydrino            |
| 12                           | Gorny                        | Горный                       | possiolok                    | 112                          | Établissement urbain de Kamensk           |
| 13                           | Doubinino                    | Дубинино                     | village                      | 227                          | Établissement rural d'Oïmour              |
| 14                           | Doulane                      | Дулан                        | oulous                       | 92                           | Établissement rural d'Oïmour              |
| 15                           | Ielan                        | Елань                        | village                      | 322                          | Établissement rural de Kabansk            |
| 16                           | Jilino                       | Жилино                       | village                      | 148                          | Établissement rural de Krasny Iar         |
| 17                           | Zakaltous                    | Закалтус                     | village                      | 405                          | Établissement rural de Kabansk            |
| 18                           | Zaretchié                    | Заречье                      | village                      | 261                          | Établissement rural de Soukha             |
| 19                           | Ivanovka                     | Ивановка                     | possiolok                    | 50                           | Établissement rural de Kliouïevka         |
| 20                           | Inkino                       | Инкино                       | village                      | 72                           | Établissement rural d'Oïmour              |
| 21                           | Istok                        | Исток                        | village                      | 236                          | Посольское                                |
| 22                           | Istomino                     | Истомино                     | village                      | 276                          | Établissement rural de Ranjourovo         |
| 23                           | Kabansk                      | Кабанск                      | village                      | 5653                         | Établissement rural de Kabansk            |
| 24                           | Kamensk                      | Каменск                      | commune urbaine              | 6334                         | Établissement urbain de Kamensk           |
| 25                           | Karguino                     | Каргино                      | village                      | 66                           | Établissement rural de Kolessovo          |
| 26                           | Kedrovaïa                    | Кедровая                     | village-gare                 | 47                           | Établissement rural de Tankhoï            |
| 27                           | Kliouïevka                   | Клюевка                      | possiolok                    | 1170                         | Établissement rural de Kliouïevka         |
| 28                           | Korsakovo                    | Корсаково                    | village                      | 527                          | Établissement rural du somon de Korsakovo |
| 29                           | Krasny Iar                   | Красный Яр                   | village                      | 268                          | Établissement rural de Krasny Iar         |
| 30                           | Koudara                      | Кудара                       | village                      | 1842                         | Établissement rural de Baïkal-Koudara     |
| 31                           | Maloïe Kolessovo             | Малое Колесово               | village                      | 186                          | Établissement rural de Kolessovo          |
| 32                           | Mantourikha                  | Мантуриха                    | possiolok                    | 50                           | Établissement urbain de Babouchkine       |
| 33                           | Michikha                     | Мишиха                       | village-gare                 | 40                           | Établissement rural de Tankhoï            |
| 34                           | Mourzino                     | Мурзино                      | village                      | 40                           | Établissement rural de Tvorogovo          |
| 35                           | Nikolaïevsk                  | Никольск                     | village                      | 155                          | Établissement rural de Cherguino          |
| 36                           | Novaïa Derevnia              | Новая Деревня                | village                      | 50                           | Établissement rural de Krasny Iar         |
| 37                           | Novy Enkhelouk               | Новый Энхэлук                | possiolok                    | 138                          | Établissement rural de Soukha             |
| 38                           | Niouki                       | Нюки                         | village                      | 240                          | Établissement rural de Kabansk            |
| 39                           | Oïmour                       | Оймур                        | village                      | 1149                         | Établissement rural d'Oïmour              |
| 40                           | Pereïomnaïa                  | Переёмная                    | village-gare                 | 82                           | Établissement rural de Tankhoï            |
| 41                           | Polevoï                      | Полевой                      | possiolok                    |                              | Établissement rural de Kabansk            |
| 42                           | Possolskaïa                  | Посольская                   | village-gare                 | 764                          | Établissement rural de Bolchaïa Rechka    |
| 43                           | Possolskoïe                  | Посольское                   | village                      | 679                          | Établissement rural de Possolskoïe        |
| 44                           | Priboï                       | Прибой                       | possiolok                    | 5                            | Établissement rural de Tankhoï            |
| 45                           | Ranjourovo                   | Ранжурово                    | oulous                       | 505                          | Établissement rural de Ranjourovo         |
| 46                           | Retchka Vydrino              | Речка Выдрино                | possiolok                    | 11                           | Établissement rural de Vydrino            |
| 47                           | Retchka Michikha             | Речка Мишиха                 | possiolok                    | 2                            | Établissement rural de Tankhoï            |
| 48                           | Romanovo                     | Романово                     | village                      | 102                          | Établissement rural de Krasny Iar         |
| 49                           | Selenguinsk                  | Селенгинск                   | commune urbaine              | 13261                        | Établissement urbain de Selenguinsk       |
| 50                           | Stepnoï Dvorets              | Степной Дворец               | village                      | 309                          | Établissement rural de Ranjourovo         |
| 51                           | Soukhaïa                     | Сухая                        | village                      | 378                          | Établissement rural de Soukha             |
| 52                           | Tankhoï                      | Танхой                       | possiolok                    | 840                          | Établissement rural de Tankhoï            |
| 53                           | Tarakanovka                  | Таракановка                  | village                      | 81                           | Établissement rural de Briansk            |
| 54                           | Tvorogovo                    | Творогово                    | village                      | 675                          | Établissement rural de Tvorogovo          |
| 55                           | Timliouï                     | Тимлюй                       | village                      | 584                          | Établissement urbain de Kamensk           |
| 56                           | Tolbazikha                   | Толбазиха                    | possiolok                    | 8                            | Établissement rural de Vydrino            |
| 57                           | Treskovo                     | Тресково                     | village                      | 1291                         | Établissement rural de Briansk            |
| 58                           | Fofonovo                     | Фофоново                     | village                      | 179                          | Établissement rural de Cherguino          |
| 59                           | Khandala                     | Хандала                      | oulous                       | 153                          | Établissement rural de Cherguino          |
| 60                           | Cherachovo                   | Шерашово                     | village                      | 127                          | Établissement rural de Baïkal-Koudara     |
| 61                           | Cherguino                    | Шергино                      | village                      | 446                          | Établissement rural de Cherguino          |
| 62                           | Chigaïevo                    | Шигаево                      | village                      | 544                          | Établissement rural de Tvorogovo          |

## Économie
L'économie du raïon repose sur un secteur industriel et sylvicole important. Il est riche en matériaux, comme l'argile, les pierres concassées, et le sables. On trouve aussi du calcaire, des porphyroïdes et surtout un gisement de graphite, Boïarskoïe, l'un des plus grands du pays. Le secteur industriel se concentre sur la production de pâtes de papier, sur les matériaux de construction, comme avec le ciment, le béton, et les préfabriqués. En 2016, sa croissance était de 108,6 % par rapport à 2015, où il était de 102,3 %. En 2008, 85 % des industries étaient dans le secteur manufacturier, 15 % dans l'électricité, eau et gaz, et 0,05 % dans l'exploitation minière.
Il y a un secteur sylvicole très important, avec de nombreuses scieries, menuiseries et surtout des usines de pâtes de papier, dont celle de Selenguinsk.
En 2022, le salaire moyen dans le raïon s'élevait à 43 mille roubles. Le taux de chômage était au 1er janvier 2023 d'1,3 %, avec seulement 333 personnes inscrites.
L'agriculture repose sur 98,3 mille hectares de terres agricoles, dont 37 % de terres cultivées, soit environ 37 000 ha. Les principales cultures sont les pommes de terres (7400 ha), les fourrages (5100 ha), les pommes de terres (1597 ha) et d'autres. L'élevage possède lui 16 500 têtes de bovins, 2100 têtes de chevaux, et 1200 têtes d'ovins et caprins. En 2016, elle générait 952 millions de roubles de revenus au total. Quelque entreprises pêchent aussi dans le Baïkal, avec en 2016, 172,8 tonnes d'omouls capturées et 134,8 tonnes d'autres poissons. Ces deux secteurs employaient en 2016 11500 personnes, auquel il faut ajouter 275 travaillant dans l'agroalimentaire.
En 2016, il y avait 1075 PME, avec 44,8 % d'entre elles dans le secteur du commerce. Elles sont principalement situées à Kamensk, Selenguinsk, Babouchkine et Kabansk. 7,7 % d'entre elles sont dans le BTP, 5,2 % dans les transports, 3,9 % dans l'hôtellerie et 2,4 % dans la restauration. 5000 personnes sont employées dans ces PME, représentant 20 % de la population active du raïon. Elles ont généré en 2016 1295 millions de roubles de revenu. Le commerce de détail a généré, grandes entreprises comprises, en 2016 6679 millions de roubles, et la restauration, souvent en lien avec le tourisme, en a généré 378 millions.

### Transport

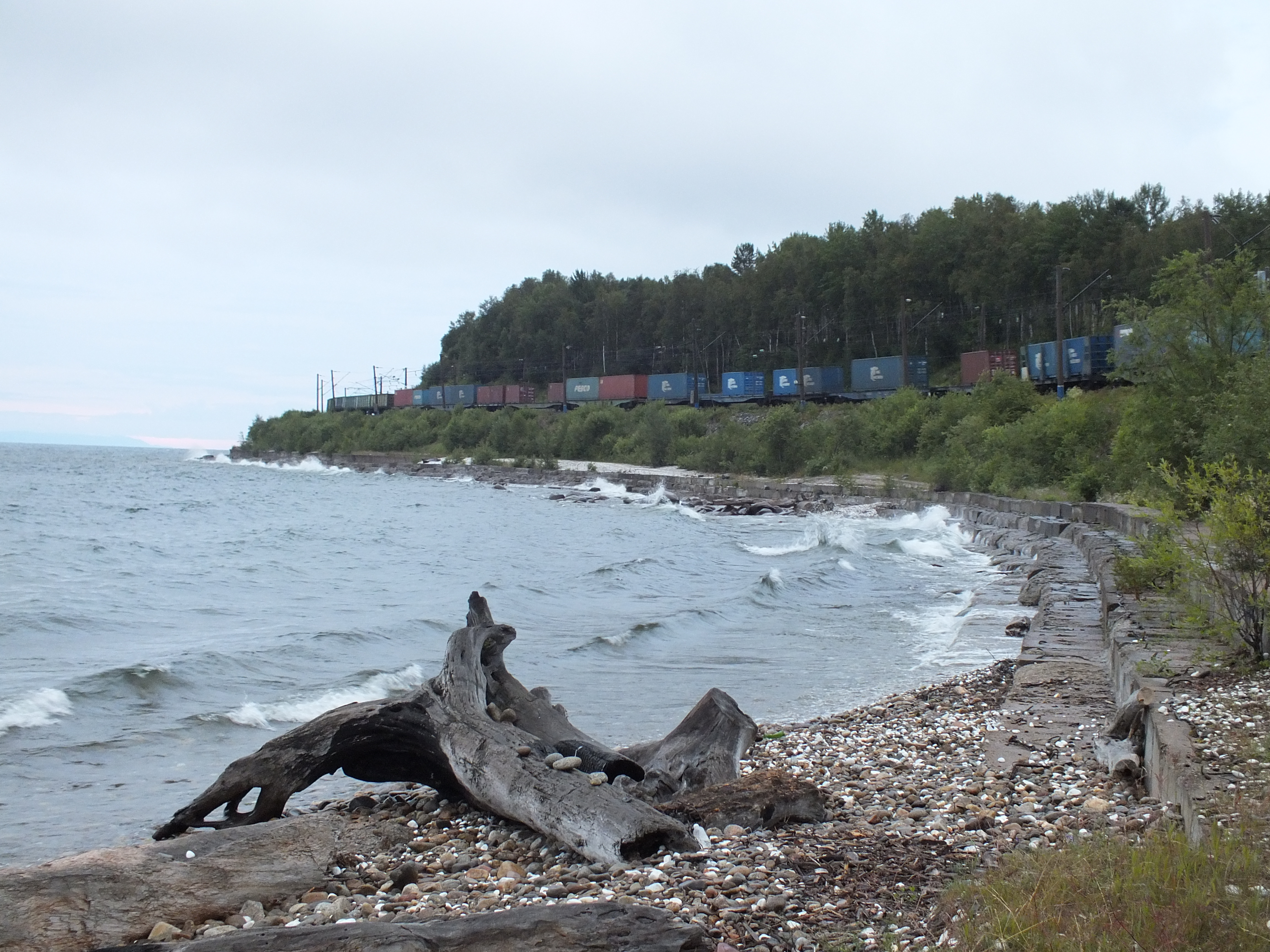
Un train sur le transsibérien longeant le Baïkal.

La principale voie de communication est la route fédérale R258, qui relie Irkoutsk à Oulan-Oudé. Dans le raïon, elle longe le Baïkal de Vydrino à Boïarski, avant de se diriger vers la Selenga, qu'elle commence à longer à Beregovaïa. Mis à part cette route, le reste est de niveau municipal, reliant la R258 aux autres localités, surtout dans la steppe.
En termes de ferroviaire, le transsibérien passe par le raïon, longeant la R258, qui est la principale voie d'accès de marchandises dans le raïon.

### Tourisme
En 2016, le raïon de Kabansk a eu un nombre d'arrivées de touristes s'élevant à 195 000 personnes, avec un revenu de 585 millions de roubles. La fédération, la Bouriatie et le raïon investisse dans se secteur, pour encourager son développement. Le sentier du Baïkal est étendu chaque année, et le raïon souhaite construire une station de ski à Maïma, près de Vydrino dans le sud du raïon. Le raïon dispose aussi de la réserve naturelle du Baïkal, grande de 165 mille hectares dans les Khamar-Daban et de la réserve de Kabansk dans la steppe de Koudara.